# Tournoi d'ouverture du championnat du Belize de football 2009
Navigation
Saison précédente Saison suivante
Le Tournoi Apertura 2009 est le premier tournoi saisonnier disputé au Belize.
C'est cependant la 22e fois que le titre de champion du Belize est remis en jeu.
Lors de ce tournoi, le Nizhee Corozal (en) a tenté de conserver son titre de champion du Belize face aux six meilleurs clubs beliziens.
Chacun des sept clubs participant était confronté deux fois aux six autres équipes. Puis les quatre meilleurs se sont affrontés lors d'une phase finale à la fin de la saison.
Seulement une place pouvait être qualificative pour la Ligue des champions de la CONCACAF.

## Les 7 clubs participants
| \| FC Belize Defence Force Hankook Verdes Ilagulei Wagiya Nizhee Corozal San Pedro Dolphins Ilagulei Wagiya \| Localisation des clubs. |
| FC Belize Defence Force Hankook Verdes Ilagulei Wagiya Nizhee Corozal San Pedro Dolphins Ilagulei Wagiya                               |

| Club                    | Stade                   | Capacité          | Ville                   |
| FC Belize               | Stade MCC Grounds       | 3 500             | Belize City             |
| Defence Force           | Stade Norman Broaster   | 2 000             | San Ignacio             |
| Hankook Verdes          | Stade Pedro Mena Guerra | Capacité inconnue | Benque Viejo del Carmen |
| Ilagulei (en)           | Stade Carl Ramos        | 3 500             | Dangriga                |
| Nizhee Corozal (en)     | Stade Ricalde           | 1 000             | Corozal Town            |
| San Pedro Dolphins (en) | Stade Ambergris         | 3 500             | San Pedro Town          |
| Wagiya (en)             | Stade Carl Ramos        | 3 500             | Dangriga                |

## Compétition
Le tournoi Apertura se déroule de la façon suivante, en deux phases :
- La phase régulière : les douze journées de championnat.
- La phase finale : les confrontations aller-retour allant des demi-finales à la finale.

### Phase régulière
Lors de la phase régulière les sept équipes affrontent à deux reprises les six autres équipes selon un calendrier tiré aléatoirement.
Les quatre meilleures équipes sont directement qualifiées pour les demi-finales.
Le classement est établi sur le barème de points classique (victoire à 3 points, match nul à 1, défaite à 0).
Le départage final se fait selon les critères suivants :
- Le nombre de points.
- La différence de buts générale.
- Le nombre de buts marqué.

#### Classement
| Rang | Équipe                  | Pts | J | G | N | P | Bp | Bc | Diff |
| ---- | ----------------------- | --- | - | - | - | - | -- | -- | ---- |
| 1    | Hankook Verdes          | 18  | 8 | 5 | 3 | 0 | 20 | 3  | +17  |
| 2    | Defence Force           | 14  | 8 | 4 | 2 | 2 | 9  | 3  | +6   |
| 3    | San Pedro Dolphins (en) | 10  | 8 | 3 | 1 | 4 | 7  | 11 | -4   |
| 4    | FC Belize               | 9   | 8 | 3 | 0 | 5 | 9  | 11 | -2   |
| 5    | Wagiya (en)             | 6   | 8 | 2 | 0 | 6 | 7  | 24 | -17  |
| 6    | Nizhee Corozal (en) (T) | 0   | 4 | 4 | 0 | 0 | 6  | 0  | +6   |
| 7    | Ilagulei (en)           | 0   | 0 | 0 | 0 | 0 | 0  | 0  | 0    |

| Légende : Qualifications et relégations | Légende : Qualifications et relégations |
| --------------------------------------- | --------------------------------------- |
|                                         | Qualifié pour les demi-finales          |
|                                         | (T) : Tenant du titre                   |

### La phase finale
Les quatre équipes qualifiées sont réparties dans le tableau final d'après leur classement général, le deuxième affrontant troisième et le premier affrontant le quatrième.
En cas d'égalité sur la somme des deux matchs, c'est l'équipe ayant marqué le plus de buts à extérieur qui l'emporte puis des prolongations et une séance de tirs au but ont éventuellement lieu.

#### Tableau
|  |                         |            |               |            |            |           |     |        |        |        |        |        |
|  | 1/2 finale              | 1/2 finale | 1/2 finale    | 1/2 finale | 1/2 finale |           |     | Finale | Finale | Finale | Finale | Finale |
|  |                         |            |               |            |            |           |     |        |        |        |        |        |
|  |                         |            |               |            |            |           |     |        |        |        |        |        |
|  | FC Belize               | (4)        | 0             | 1          | 0(4)       |           |     |        |        |        |        |        |
|  | FC Belize               | (4)        | 0             | 1          | 0(4)       |           |     |        |        |        |        |        |
|  | Hankook Verdes          | (1)        | 1             | 0          | 0(2)       |           |     |        |        |        |        |        |
|  | Hankook Verdes          | (1)        | 1             | 0          | 0(2)       | FC Belize | (4) | 2      | 0      |        |        |        |
|  |                         |            |               |            |            | FC Belize | (4) | 2      | 0      |        |        |        |
|  |                         |            | Defence Force | (2)        | 1          | 4         |     |        |        |        |        |        |
|  | San Pedro Dolphins (en) | (3)        | Defence Force | (2)        | 1          | 4         | 1   | 1      |        |        |        |        |
|  | San Pedro Dolphins (en) | (3)        |               |            |            |           | 1   | 1      |        |        |        |        |
|  | Defence Force           | (2)        | 4             | 1          |            |           |     |        |        |        |        |        |
|  | Defence Force           | (2)        | 4             | 1          |            |           |     |        |        |        |        |        |

#### Demi-finales
| Club                    | Aller | Retour | Club           | Commentaire       |
| FC Belize               | 0-1   | 1-0    | Hankook Verdes | Tirs au but : 4-2 |
| San Pedro Dolphins (en) | 1-4   | 1-1    | Defence Force  |                   |

#### Finale
| Match aller      | Defence Force    | 1:2   | FC Belize                               | Stade Norman Broaster |  |
| 29 novembre 2009 | Erwin Flores 73e | (0:1) | Harrison Tasher 30e · Jerome Archer 66e |                       |  |

| Match retour    | FC Belize | 0:4   | Defence Force                                                                            | Stade MCC Grounds |  |
| 6 décembre 2009 |           | (0:3) | Orlando Jimenez 12e · Orlando Jimenez 24e · Deon McCauley 35e (pen.) · Deon McCauley 85e |                   |  |

## Bilan du tournoi
| Tableau d'Honneur     |               |
| Compétition           | Vainqueur     |
| Tournoi Apertura 2009 | Defence Force |

| Qualifications continentales 2010-2011 |               |
| Ligue des champions                    | Qualifiés     |
| Tour Préliminaire                      | Defence Force |

| Promotions et relégations |                                                                          |
| Relégué                   | Ilagulei (en) Nizhee Corozal (en) Wagiya (en)                            |
| Promu                     | BRC Blaze (en) Georgetown Ibayani (en) Paradise FF (en) Shanaiah Corozal |